# Detarium microcarpum
Espèce
Detarium microcarpum est une espèce de plantes à fleurs du genre Detarium de la famille des Fabaceae, que l'on trouve en Afrique de l'Ouest et du Centre.

## Galerie

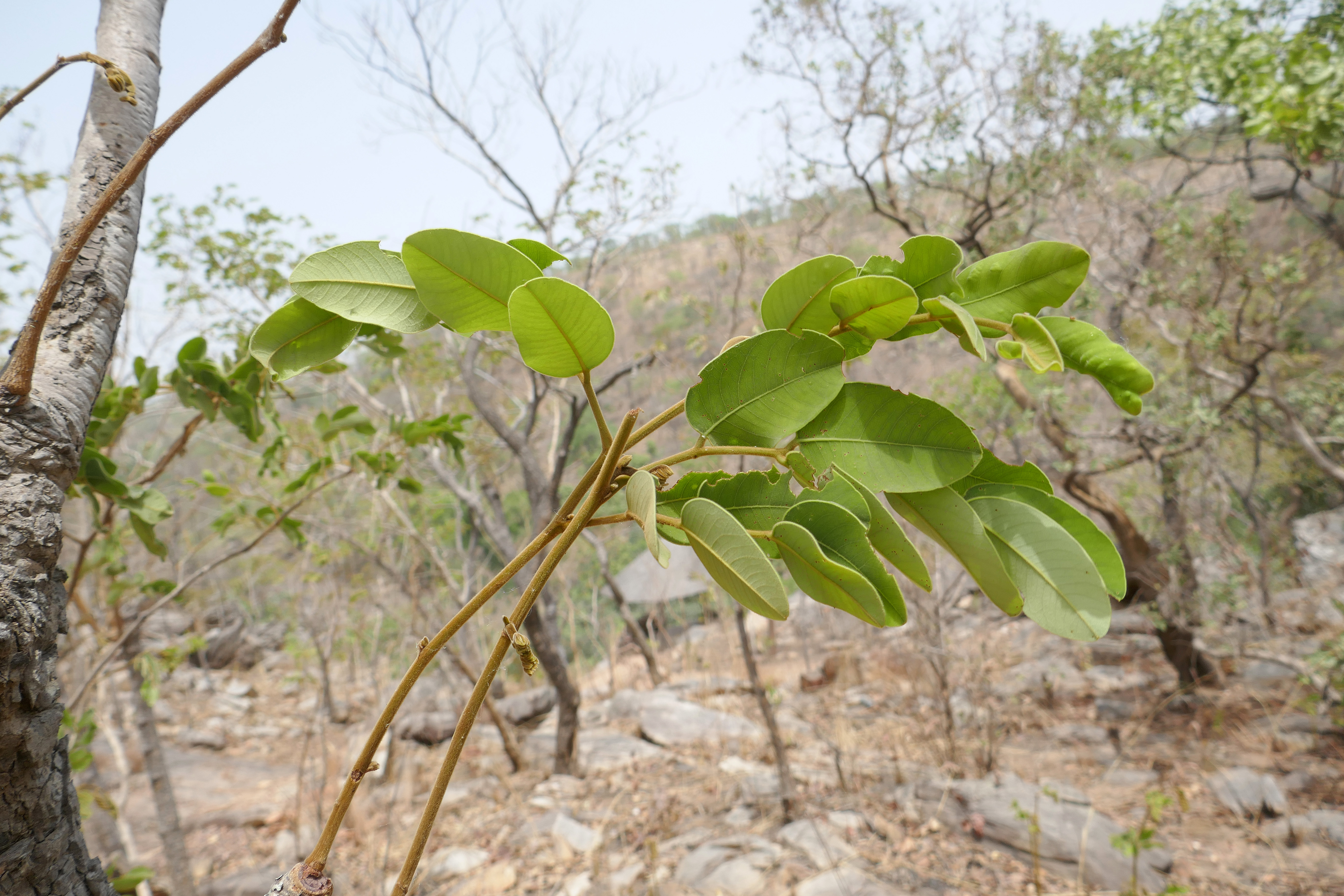
Feuilles (Bénin).
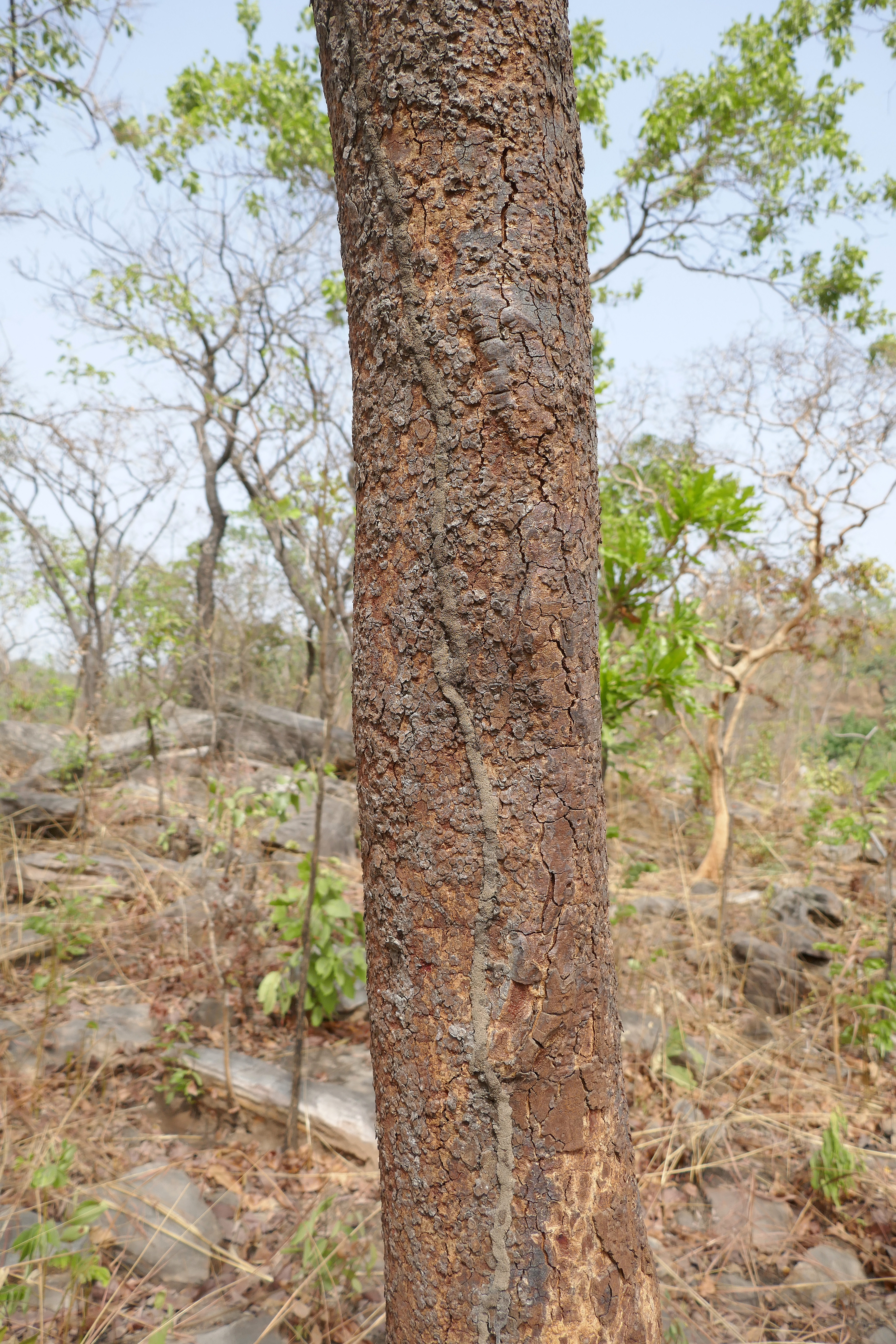
Tronc (Bénin).
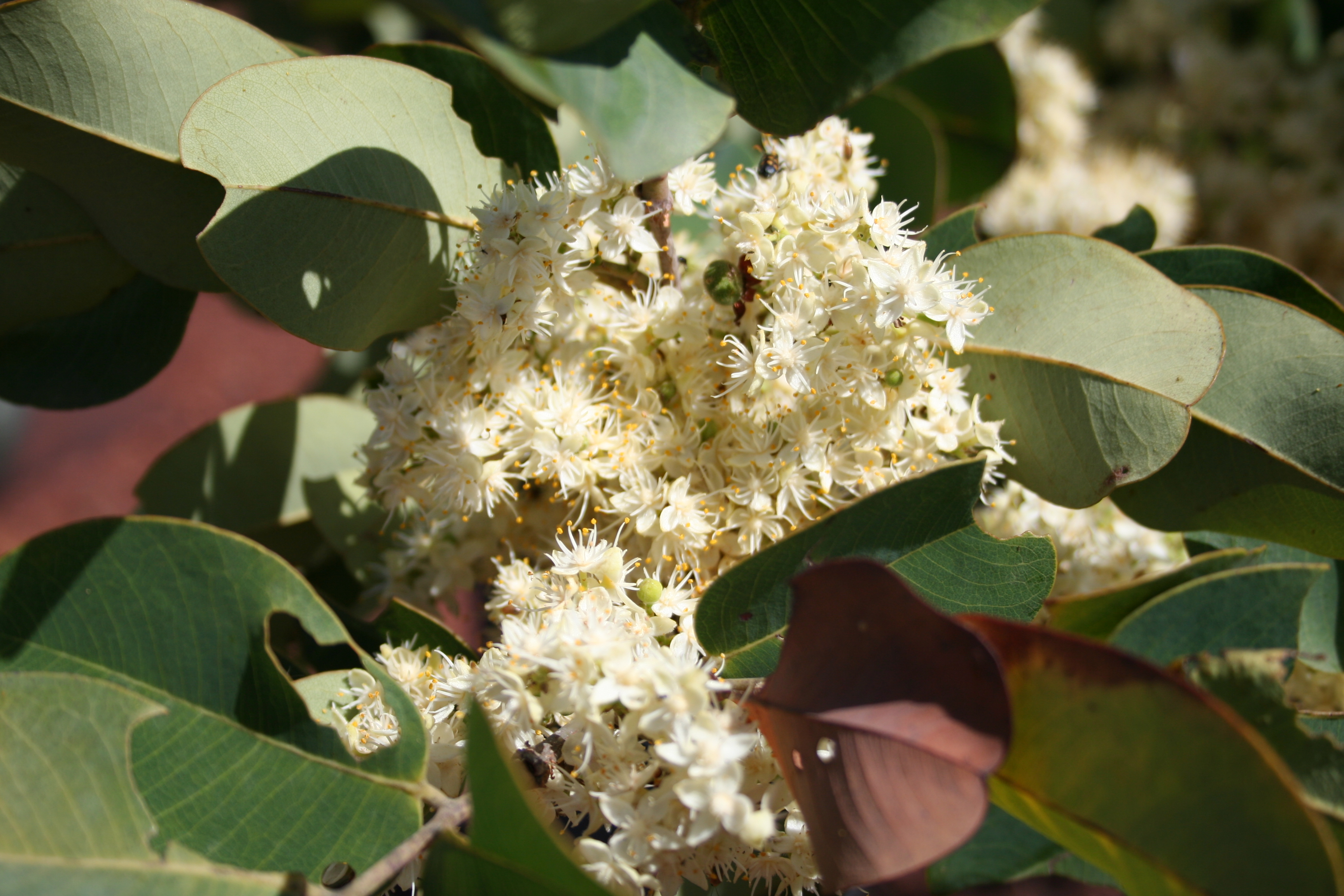
Fleurs (Burkina Faso).